# کارناوال (فیلم)
کارناوال (لهستانی: Korowód) یک فیلم درام به کارگردانی یرژی اشتور است که در سال ۲۰۰۷ منتشر شد.

## گزیدهٔ بازیگران
- کارولینا گورچیتسا
- کاتاژینا ماچونگ
- کارولینا خاپکو
- یان فریچ
- آلکساندرا کونیچنا
- ماچئی اشتور
- یرژی اشتور
- الگا بووانچ
- ویسواف وویچیک